# آدم غريغوري
آدم غريغوري هو كاتب أغاني ومغني كندي، ولد في 12 يوليو 1985 في إدمونتون في كندا.

## وصلات خارجية
- الموقع الرسمي
- آدم غريغوري على موقع IMDb (الإنجليزية)
- آدم غريغوري على موقع ميوزك برينز (الإنجليزية)
- آدم غريغوري على موقع أول ميوزيك (الإنجليزية)
- آدم غريغوري على موقع ديسكوغز (الإنجليزية)
- آدم غريغوري على موقع قاعدة بيانات الفيلم (الإنجليزية)